# جعبه چینی
جعبه چینی (انگلیسی: Chinese Box) فیلمی در ژانر رمانتیک و درام به کارگردانی وین وانگ است که در سال ۱۹۹۷ منتشر شد.

## خلاصه فیلم
داستان فیلم در هنگ کنگ اتفاق افتاده و زمانی را به تصویر می‌کشد که بریتانیا مستعمره خود را رها کرده و آن را علیه مردم جمهوری چین می‌کند…